# Fondazione Lerici
La Fondazione Lerici è un'organizzazione italiana per la ricerca scientifica e per l'applicazione nel campo delle prospezioni geofisiche, attiva dal 1946 al 1968 presso il Politecnico di Milano, dal 1970 la sua sezione di prospezioni archeologici ha sede a Roma. Utilizzando tecniche geofisiche per lo studio archeologico del sottosuolo ha introdotto in Italia tecniche non invasive di ricerca archeologica, a partire dal 1956 quando condusse una campagna di rilevamento a Tarquinia.

## Come è nata e come si è sviluppata
Nel 1946 veniva istituita presso il Politecnico di Milano la Fondazione ing. C.M. Lerici, ente morale senza fini di lucro, allo scopo di sviluppare insegnamento e ricerca nel campo della Geofisica Applicata. La Fondazione veniva appoggiata al nuovo Istituto di Geofisica Applicata, diretto dal Prof. Luigi Solaini, straordinario e, dal 1955, ordinario di Topografia e Geodesia.
L'ingegnere Carlo Maurilio Lerici, industriale nel campo degli acciai speciali, di cui era importatore, particolarmente dalla Svezia, già prima della seconda guerra mondiale era venuto a contatto con i problemi ed i metodi della prospezione geofisica proprio in quel Paese, dove venivano applicati soprattutto per la ricerca dei minerali solidi. Rendendosi conto dell'interesse che poteva avere lo sviluppo di questa tecnologia anche in Italia, aveva acquistato un certo numero di strumenti fabbricati in Svezia e li aveva importati in Italia, costituendo, a Milano, un Centro di prospezioni geominerarie, e assumendo del personale tecnico-scientifico. Fino allo scoppio del conflitto il Centro svolse attività di ricerca per conto di terzi, la guerra interruppe questa attività e la dotazione strumentale venne nascosta per evitare la requisizione durante il periodo dell'occupazione tedesca.
Alla fine del conflitto l'ingegner Lerici decise di riprendere l'argomento, appoggiandosi ad un'istituzione universitaria come il Politecnico di Milano e donando la strumentazione, già del Centro di prospezioni, al nuovo Istituto di Geofisica Applicata.
Negli anni seguenti la Fondazione si sviluppò notevolmente, svolgendo attività di ricerca per conto di terzi, in un primo tempo esclusivamente in Italia, poi anche all'estero. I profitti dei contratti di ricerca venivano impiegati per la ricerca scientifica, per l'istruzione di nuovi ricercatori e tecnici e per l'acquisto o la costruzione di nuove apparecchiature, ampliando successivamente i campi di indagine. In un primo tempo questi si sono limitati alle prospezioni per problemi di ingegneria civile (soprattutto lo studio di nuovi bacini idroelettrici) alle ricerche di falde acquifere e di minerali solidi; poi l'attività si è estesa all'esplorazione per idrocarburi liquidi e gassosi e per l'energia geotermica.
Sono stati impiegati pressoché tutti i metodi di prospezione, dai gravimetrici e magnetici a quelli elettrici ed elettromagnetici, dalla sismica di rifrazione applicata in ricerche di obiettivi a piccola profondità, alla sismica di riflessione e rifrazione per la ricerca di giacimenti di metano e petrolio fino alla profondità di alcuni km. L'attività si è svolta, oltre che sul territorio nazionale, anche in vari paesi esteri (Spagna, Marocco, Francia, Svizzera, Messico, Perù, Libia, Giordania, Libano, Belucistan persiano, Burundi). La Fondazione ha anche partecipato all'attività di un Gruppo Europeo che ha condotto ricerche in terra e in mare (soprattutto con il metodo sismico di rifrazione) per la definizione della struttura geologica della crosta terrestre e della transizione crosta-mantello (discontinuità di Mohorovičić) nella regione alpina, mediterranea, centro-europea e nella penisola iberica.
La Fondazione ha anche pubblicato, dal 1956 al 1963, la Rivista di Geofisica Applicata.

## Alcune campagne di esplorazione geofisica in Italia e all'estero
Tra le campagne effettuate dalla Fondazione si possono ricordare:
Nel periodo tra il 1948 e il 1963 le prospezioni a contratto per conto dell'Agip SpA in Italia e in Libia. Questa attività ha avuto inizio con i rilevamenti gravimetrici in Pianura Padana; nel 1950, attraverso una collaborazione con la Western Geophysical Co. (USA), la Fondazione ha iniziato l'attività anche nel campo della prospezione sismica a riflessione (Soc. SEGEO) proseguita poi in proprio a partire dal 1952.
Gravimetria: Pianura Padana occidentale e centrale, margine appenninico, Basilicata e Metapontino, Foggiano, Piana di Catania, Sicilia occidentale (zona di Alcamo), zona di Caltagirone, piana di Gela, Agrigento, Libia (concess. 82, Cirenaica). 
Nel campo delle misure di gravità si deve anche ricordare il contributo dato alla costruzione della rete fondamentale italiana trasportando i valori assoluti misurati con i pendoli da Milano a Roma mediante gravimetro.
Sismica: Pianura padana occidentale, centrale, margine Appenninico, Basilicata e Metapontino, Foggiano, Piana di Catania, zona di Caltagirone, Piana di Gela, Agrigento, Libia (conc. 82, Cirenaica). In Basilicata, in Sicilia e nel deserto Libico, oltre alla sismica di riflessione è stata impiegata la tecnica sismica di rifrazione per individuare e seguire il basamento carbonatico profondo.
Quasi tutti i pozzi esplorativi ubicati secondo le indicazioni delle prospezioni hanno trovato ottima coincidenza con l'interpretazione effettuata dalla Fondazione.
Notevole l'attività nella Spagna metropolitana e nell'allora Sahara spagnolo per conto di compagnie petrolifere francesi, statunitensi e spagnole.
Tra i rilievi per lo studio di sbarramenti per la creazione di bacini idroelettrici vanno menzionati quelli effettuati nelle Alpi occidentali e in Savoia (per Electricité de France e Società Idroelettrica Piemonte), nelle Alpi centrali (per Aem) nelle Dolomiti e nella zona del Predil per SADE nonché parecchi altri nella regione alpina in Italia, Svizzera e Francia.
Di particolare importanza è stata la prospezione effettuata nello Stretto di Messina e sulle due sponde per il progetto del Ponte (1955) che, usando metodi di prospezione combinati (sismica di rifrazione, riflessione ed elettrica) e superando notevoli difficoltà causate dalle correnti e dal particolare tipo delle formazioni geologiche, ha dimostrato la difficoltà di porre due piloni intermedi nelle acque dello Stretto, determinando così l'abbandono del progetto iniziale che prevedeva un ponte a tre campate.
La Fondazione ha anche sviluppato tecniche originali di prospezione per le ricerche di idrocarburi quando l'obiettivo era l'ubicazione e la forma di un basamento profondo sepolto sotto una potente serie di argille caotiche: in questi casi è stato impiegato con successo il metodo sismico di rifrazione usando disposizioni dei ricevitori ed energizzazioni ad hoc.
Il metodo sismico di riflessione ad alta risoluzione è stato usato per individuare e seguire la sottile serie solfifera siciliana sepolta a piccola profondità; tutti i pozzi ubicati secondo le indicazioni della geofisica hanno incontrato la serie alla profondità prevista.
Importanti ricerche sono state compiute, in Italia e all'Estero, per il reperimento di acquiferi a piccola e grande profondità usando, in prevalenza, la prospezione elettrica effettuata con metodiche originali, sia operative che interpretative.
Metodi originali sono stati usati per misurare, sia in sito che in laboratorio, le proprietà meccaniche delle rocce misurando la velocità sismica delle onde P ed S e ricavando i moduli elastici dinamici.
Il Laboratorio della Fondazione ha sviluppato una modellistica fisica originale (bi e tri-dimensionale) per affiancare le interpretazioni delle prospezioni. Inoltre sono stati creati alcuni strumenti originali, tra i quali i più noti sono quelli usati nelle ricerche a piccolissima profondità (in particolare, le prospezioni dei siti archeologici). Oltre agli strumenti geofisici sono state brevettate sonde fotografiche e televisive per l'esplorazione non invasiva di cavità sepolte.
L'attività della Fondazione nel campo dell'archeologia è stata voluta e perseguita con molto successo dallo stesso ing. Lerici il quale, già negli anni '50, ha personalmente incoraggiato e seguito lo sviluppo delle attrezzature ad hoc ed ha anche divulgato con efficacia, usando i media, i risultati delle prospezioni, soprattutto quelli sulle necropoli etrusche.

## La crisi degli anni 1963-65 e la fine dell'attività di prospezione industriale
La storia della Fondazione Lerici si inquadra in quella dell'Italia nel periodo che va dalla ricostruzione post-bellica alla fine del boom economico degli anni '50 e primi anni '60. In questi anni la Fondazione, da piccola organizzazione sostanzialmente universitaria, si è trasformata in un Ente con caratteristiche industriali che, nello sforzo di espandersi anche all'Estero, si è trovato in competizione, soprattutto nel campo delle ricerche di idrocarburi, con agguerriti gruppi stranieri, sostenuti, in molti casi, dalle Compagnie petrolifere multinazionali.
La struttura della Fondazione, comunque, non ha mai raggiunto le dimensioni e un tipo di organizzazione adeguati per tale competizione. Il personale tecnico-scientifico fisso non ha mai superato le cinquanta unità; sommando al personale di ruolo i tecnici ed il personale non qualificato assunti a termine o per la durata delle singole campagne, si è raggiunto un totale di non più di un centinaio di dipendenti.
La crisi, che è divenuta evidente nel 1964-65 e che, come si è detto, si è verificata contemporaneamente alla fine della fase positiva dello sviluppo industriale ed economico italiano, ha avuto varie cause. Alcune si possono così riassumere:
- Organizzazione inadeguata per conseguire e mantenere il ruolo di Compagnia geofisica internazionale
- Mancanza di un Gruppo nazionale di sostegno (soprattutto dopo la morte di Enrico Mattei, 27 ottobre 1962)
- Bilancio insufficiente per seguire gli sviluppi tecnologici, come la sostituzione delle apparecchiature analogiche per la prospezione sismica con quelle digitali.
- Amministrazione di tipo universitario, non adeguato ai rapporti industriali.
- Il doppio incarico di quasi tutti i dirigenti che hanno quasi sempre affiancato all'attività di supervisione e di interpretazione quella di docenti universitari che, in qualche caso, avendo vinto un concorso a cattedra, hanno dovuto trasferirsi.
- Esistenza di una seconda organizzazione italiana concorrente con caratteristiche e dimensioni simili.
- Non ultimo fattore negativo il trasferimento (1962) della Sede operativa, ubicata a S.Donato Milanese (vicino alla Sede dell'Agip SpA) in un nuovo edificio costruito a Città Studi, nei pressi del Politecnico.
- Infine, occorre notare che se, da una parte, l'attività nel campo dell'archeologia,  voluta e realizzata con successo dall'ingegner Lerici, ha fatto conoscere la Fondazione nel Mondo più in questo settore che in quello delle prospezioni industriali, è vero anche che avere sottratto energie all'organizzazione per impiegarle in questo campo, ha contribuito ad indebolirla.

Tutte queste cause hanno condotto alla totale chiusura dell'attività di prospezione entro il 1968. Durante gli ultimi tre o quattro anni di attività parte del personale tecnico ha lasciato la Fondazione per altre destinazioni o è stato licenziato. Nel 1969 gli ultimi 8 tecnici, tra i quali alcuni responsabili di reparto e Supervisori, hanno ottenuto contratti di collaborazione nel Laboratorio (poi Istituto) per la Geofisica della Litosfera, nuovo organo del Consiglio Nazionale delle Ricerche, Comitato per le Scienze Geologiche e Minerarie e, nel gennaio del 1970, a seguito di concorso, sono stati assunti in ruolo.
La Fondazione Lerici ha continuato ad operare, nella sede di Roma in via Veneto, unicamente nel campo delle ricerche archeologiche.